# Криванська Фатра
Криванська Фатра (Krivánska Fatra) — гірський масив в Словаччині; геоморфологічна підодиниця масиву Мала Фатра Найвища точка — Вельки-Крівань (1708 метрів).. Місце розташування — Жилінський край.
Складові частини — 
- масиви Осниця
- Розсутце

Розташовані каньйони Верхні Діри; Нижні Діри і Нові Діри.